# Erik Brandt (politiker, 1884–1955)
Erik Gottfrid Christian Brandt i riksdagen kallad Brandt i Söderby, född 31 augusti 1884 i Borrby, Kristianstads län, död 22 oktober 1955 i Stora Tuna församling, Kopparbergs län, var en svensk folkskoleinspektör och socialdemokratisk politiker. Han var ledamot av Sveriges riksdags första kammare 1938–1943.
Brandt blev vald som suppleant till första kammaren, men kunde tillträda som ledamot då Smedh och Ivar Englund dött, och Gunnar Myrdal avgått. Han blev mest känd för att ha nominerat Adolf Hitler till Nobels fredspris 1939. Nomineringen var inte avsedd att övervägas på allvar utan skedde i protest mot nomineringen av Neville Chamberlain. Under andra världskriget tog Brandt bestämt avstånd från Nazitysklands politik.
Till Norska Nobelkommittén
Jag föreslår härmed ödmjukt att fredspriset för 1939 tilldelas den tyske förbundskanslern och führern Adolf Hitler, en man som enligt miljontals människors åsikt är en man som mer än någon annan i världen har förtjänat denna högt respekterade belöning.
Autentiska dokument avslöjar att världsfreden i september 1938 var i stor fara; det var bara några timmar innan ett nytt europeiskt krig kunde bryta ut. Mannen som under denna farliga tid räddade vår del av världen från denna fruktansvärda katastrof var utan tvekan det tyska folkets store ledare. I det kritiska ögonblicket lät han frivilligt inte vapen tala även om han hade makten att starta ett världskrig.
Genom sin glödande kärlek till fred, som tidigare dokumenterats i hans berömda bok Mein Kampf – bredvid Bibelns kanske bästa och mest populära litteratur i världen – tillsammans med hans fredliga prestation – annekteringen av Österrike – har Adolf Hitler undvikit användningen av våld genom att befria sina landsmän i Sudetland och göra sitt fädernesland stort och mäktigt. Förmodligen kommer Hitler, om den blir opåverkad och lämnas i fred av krigshetsare, lugna Europa och möjligen hela världen.
Tyvärr finns det fortfarande ett stort antal människor som inte ser storheten i Adolf Hitlers kamp för fred. Utifrån detta faktum skulle jag inte ha hittat rätt tid att nominera Hitler som kandidat till Nobels fredspris om det inte varit för ett antal svenska parlamentariker som har nominerat en annan kandidat, nämligen den brittiske premiärministern Neville Chamberlain. Denna nominering verkar vara dåligt genomtänkt. Även om det är sant att Chamberlain genom sin generösa förståelse för Hitlers kamp för fred har bidragit till att rädda världsfreden, var det sista beslutet Hitlers och inte Chamberlains! Hitler och ingen annan ska först och främst tackas för den fred som fortfarande råder i större delen av Europa; och denna man är också hoppet om fred i framtiden. Eftersom Chamberlain uppenbarligen kan göra anspråk på sin del av fredsskapandet, skulle han möjligen kunna få en mindre del av fredspriset. Men det mest korrekta är att inte sätta ett annat namn vid sidan av namnet Adolf Hitler och därmed kasta en skugga på honom. Adolf Hitler är på alla sätt den autentiske gudgivna kämpen för fred, och miljontals människor över hela världen sätter sitt hopp till honom som fredsfurste på jorden.

Stockholm den 27 januari 1939
Erik Brandt är begravd på Borrby kyrkogård.